# Coprinopsis urticicola

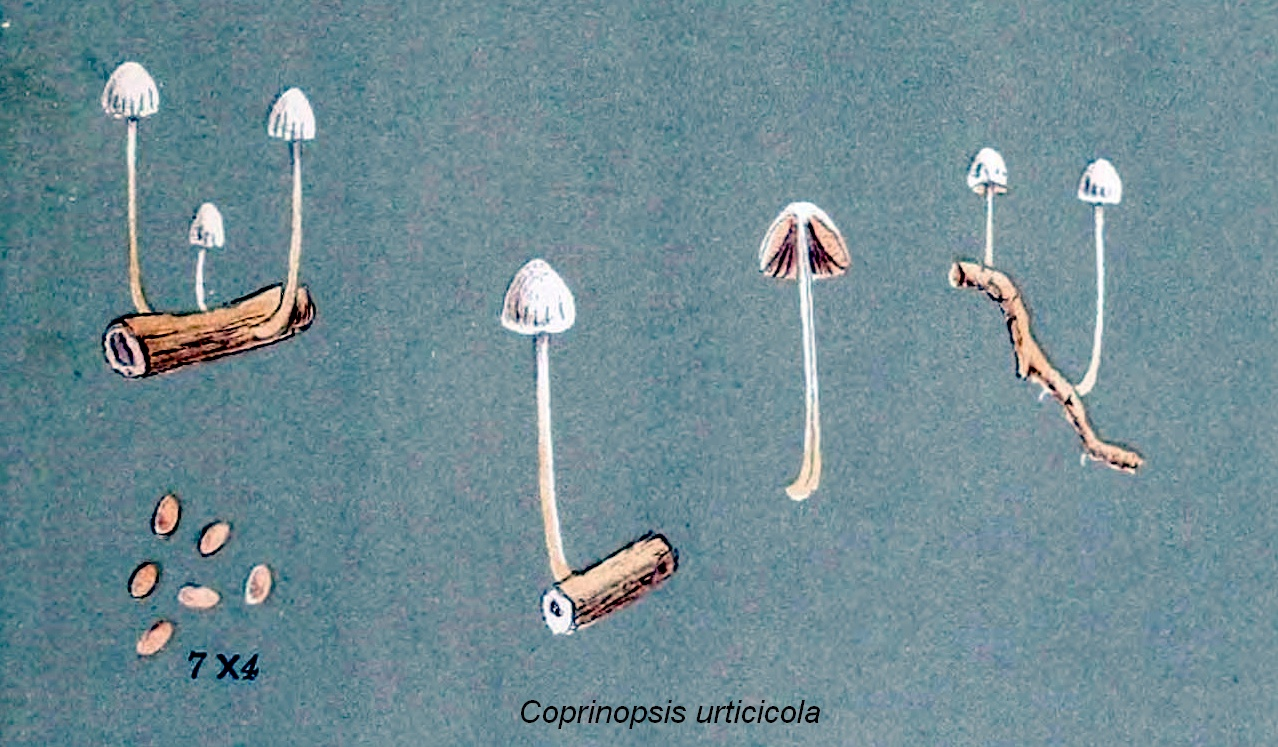

Coprinopsis urticicola (Berk. & Broome) Redhead, Vilgalys & Moncalvo – gatunek grzybów należący do rodziny kruchaweczkowatych (Psathyrellaceae).

## Systematyka i nazewnictwo
Pozycja w klasyfikacji według Index Fungorum: Coprinopsis, Psathyrellaceae, Agaricales, Agaricomycetidae, Agaricomycetes, Agaricomycotina, Basidiomycota, Fungi.
Po raz pierwszy opisali go w 1861 r. Miles Joseph Berkeley i Christopher Edmund Broome nadając mu nazwę Agaricus urticicola. W 1890 r. Charles Horton Peck przeniósł go do rodzaju Coprinus. (czerniak). W wyniku badań filogenetycznych prowadzonych na przełomie XX i XXI wieku mykolodzy ustalili, że rodzaj Coprinus jest polifiletyczny i rozbili go na kilka rodzajów. Obecną, uznaną przez Index Fungorum nazwę nadali temu gatunkowi Redhead, Vilgalys i Moncalvo w 2001 r.
Synonimy:
- Agaricus urticicola Berk. & Broome 1861
- Coprinopsis urticicola var. hawaiiensis Keirle, Hemmes & Desjardin 2004
- Coprinopsis urticicola var. salicicola (Uljé & Noordel.) Walleyn, Verbeken, Kerckh., Keersm., Christiaens, Esprit, Leyman & Van de Kerckh. 2012
- Coprinopsis urticicola var. salicicola (Uljé & Noordel.) Noordel. 2012
- Coprinus brassicae Peck 1890
- Coprinus urticicola (Berk. & Broome) Buller 1917
- Coprinus urticicola var. salicicola Uljé & Noordel. 1997
- Pilosace urticicola (Berk. & Broome) Kuntze 1898
- Psathyra urticicola (Berk. & Broome) Sacc. 1887

## Morfologia
KapeluszŚrednica do 5 mm, kształt początkowo jajowaty, potem rozszerzający się, stożkowaty, w końcu rozpostarty. W typowy dla czernidłaków sposób owocnik czernieje i podczas dojrzewania rozpływa się w czarną ciecz. Powierzchnia początkowo czysto biała, pokryta zasnówka, potem jasnoochrowa, pokryta kłaczkowatymi fragmentami zasnówki.
BlaszkiWolne, gęste, początkowo białe, potem szarobrązowe, w końcu czarne i rozpływające się w czarną ciecz.
TrzonWysokość do 30 mm, grubość 1 mm, barwa początkowo biała, potem szarawa.
Cechy mikroskopoweZarodniki 6,0–9,0 × 5–6,5 µm, bladoczerwono-brązowe, szeroko elipsoidalne dz zaokrąglonym wierzchołkiem, stożkową podstawą i centralną porą rostkową. Podstawki 4–zarodnikowe, 10–22 × 6–10 μm. Cheilocystydy i pleurocystydy cylindryczne do workowatych o wymiarach 35–60 × 10–14 μm, lub stożkowate o wymiarach 45–70 × 11–55 μm. Strzępki tworzące zasnówkę uchyłkowate, o szerokości 8–9 μm z lekko zgrubiałymi ścianami. Sprzążek brak.
Charakterystyczną cechą Coprinopsis urticicola są niewielkie rozmiary, pokrycie owocnika strzępkami zasnówki i siedlisko.

## Występowanie
Znane jest występowanie Coprinopsis urticicola w niektórych krajach Europy i w Ameryce Północnej. Opisano jego występowanie również w Iranie. W opracowaniu W. Wojewody z 2003 r. brak tego gatunku. Jest rzadki. W Polsce podano jego stanowiska w Kuźnicy Białostockiej i Puszczy Białowieskiej (1994) oraz Bieszczadzkim Parku Narodowym (Wetlina 2011).
Grzyb saprotroficzny i koprofilny. Owocniki wyrastają na łajnie i resztkach organicznych (kompost). W Iranie notowany na słomie ryżowej.